# August Köhler (Maler)

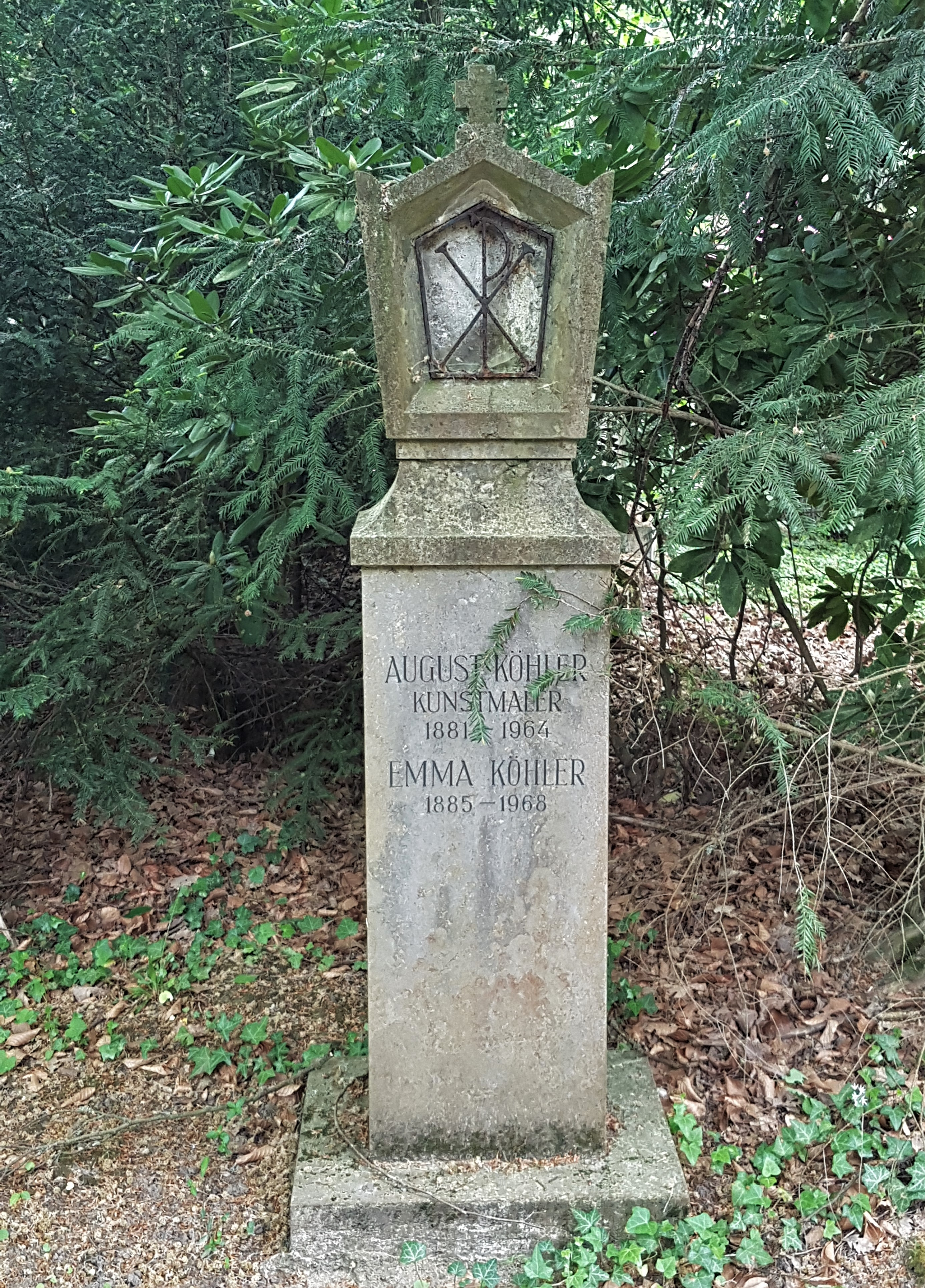
Grabdenkmal auf dem Stuttgarter Waldfriedhof

August Köhler (* 25. August 1881 in Stuttgart; † 1964 ebenda) war ein deutscher Porträt- und Figuren-Maler in Stuttgart.

## Leben
Von 1895 bis 1903 war August Köhler als praktischer Lithograph tätig, anschließend besuchte er bis 1912 die Stuttgarter Akademie unter Robert Pötzelberger, Christian Landenberger und Robert von Haug. Die Akademie verlieh ihm 1912 die Goldmedaille.
Köhler wurde insbesondere für seine markanten und ausdrucksstarken Porträtgemälde geschätzt; auch Figurenbilder und die Darstellung militärischer Szenen wurden von ihm geschaffen. Er war Mitglied des Stuttgarter Künstlerbundes.
Seine letzte Ruhestätte fand er auf dem Waldfriedhof Stuttgart.

## Ausstellungen (unvollständig)
- 1910: München, Münchner Glaspalast
- 1911: Düsseldorf, Große Kunstausstellung
- 1912: Berlin, Große Kunstausstellung
- 1913: Stuttgart, Große Kunstausstellung
- 1939 München, Große Deutsche Kunstausstellung[2]
- 1953: Dresden, Dritte Deutsche Kunstausstellung[3]